# Bönnemann-cyclisatie
De Bönnemann-cyclisatie is een organische reactie waarbij 2 equivalenten ethyn met een nitril worden omgezet tot een α-gesubstitueerd pyridine:
De drijvende kracht van de reactie is de vorming van een aromatische verbinding en de winst aan mesomere stabilisatie. De reactie, een cycloadditie en een variant op de alkyntrimerisatie, wordt geactiveerd door warmte of licht. Als katalysator wordt de kobaltverbinding CoCp2(COD) (met Cp = cyclopentadienyl en COD = cyclo-octatetraeen) aangewend.